# Monolepta rubrobasalis
Monolepta rubrobasalis es una especie de insecto coleóptero de la familia Chrysomelidae, descrita en 1989 por Kimoto.